# Europameisterschaften im Bogenschießen 1974
Die 4. Europameisterschaften im Bogenschießen wurden vom 23. bis 26. August 1974 in Zagreb, Jugoslawien ausgetragen.

## Ergebnisse
Es wurden nur Medaillen in Disziplinen mit dem Recurvebogen vergeben.
| Disziplin         | Gold                                                         | Silber                                                     | Bronze                                                      |
| ----------------- | ------------------------------------------------------------ | ---------------------------------------------------------- | ----------------------------------------------------------- |
| Männer Einzel     | Rudolf Schiffl                                               | Paul Jacobs                                                | Jukka Inkeri                                                |
| Frauen Einzel     | Barbara Gould                                                | Emma Gaptschenko                                           | Galina Archipowa                                            |
| Männer Mannschaft | BR Deutschland Rudolf Schiffl Franz Enderle Werner Liebert   | Dänemark Henrik Brandt Arne Jacobsen Frithiof Rossen       | Italien Giancarlo Ferrari Alfredo Massazza Sante Spigarelli |
| Frauen Mannschaft | Sowjetunion Emma Gaptschenko Galina Archipowa Jelena Weiland | Großbritannien Barbara Gould Pauline Edwards Alice Wallace | Schweden Lena Sjöholm Birgitta Sundmann Anna-Lisa Berglund  |

## Medaillenspiegel
| Platz  | Land           | Gold | Silber | Bronze | Gesamt |
| ------ | -------------- | ---- | ------ | ------ | ------ |
| 1      | BR Deutschland | 2    | –      | –      | 2      |
| 2      | Sowjetunion    | 1    | 1      | 1      | 3      |
| 3      | Großbritannien | 1    | 1      | –      | 2      |
| 4      | Belgien        | –    | 1      | –      | 1      |
| 4      | Dänemark       | –    | 1      | –      | 1      |
| 6      | Finnland       | –    | –      | 1      | 1      |
| 6      | Italien        | –    | –      | 1      | 1      |
| 6      | Schweden       | –    | –      | 1      | 1      |
| Gesamt | Gesamt         | 4    | 4      | 4      | 12     |